# Max Wolf
Maximilian Franz Joseph Cornelius Wolf (Heidelberg, 21 giugno 1863 – Heidelberg, 3 ottobre 1932) è stato un astronomo tedesco, pioniere dell'astrofotografia.

## Biografia

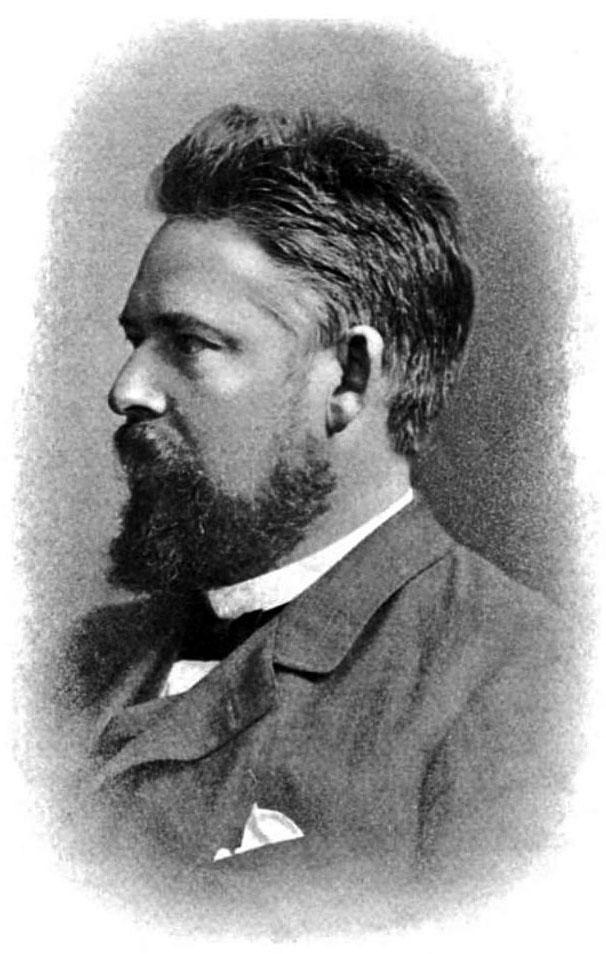
Max Wolf nel 1890

Max Wolf nacque a Heidelberg nel 1863. Nel 1888 gli fu assegnato il Ph.D. dall'Università di Heidelberg e si unì allo staff di quell'istituto nel 1890.
Lavorando a Heidelberg, scoprì più di 200 asteroidi, dei quali il primo fu 323 Brucia nel 1891.

Fu pioniere nell'uso di tecniche astrofotografiche per ottimizzare la scoperta di asteroidi. A differenza del vecchio metodo visuale, nelle fotografie a lungo tempo di esposizione gli asteroidi appaiono come una piccola striscia, a causa del loro moto rispetto alle stelle fisse. Grazie a questo metodo il tasso di scoperta di nuovi asteroidi ebbe una decisa accelerazione.
Tra le sue scoperte va senz'altro ricordato 588 Achilles, il primo asteroide troiano. In seguito ne scoprì altri due 659 Nestor e 884 Priamus.

Nel 1918 scoprì anche 887 Alinda, che oggi è classificato tra gli asteroidi Amor, un tipo di asteroide near-Earth.

Il suo record di 248 asteroidi scoperti rimase imbattuto solamente per poco più di un anno; a batterlo fu proprio il suo pupillo Karl Wilhelm Reinmuth, il 24 luglio del 1933.
Max Wolf scoprì, o co-scoprì, anche alcune comete, come la 14P/Wolf, la 43P/Wolf-Harrington, e la C/1916 G1 Wolf, quattro supernove (elenco in tabella) e la nana rossa Wolf 359, una delle stelle più vicine alla Terra.
Nel 1910 propose a Carl Zeiss la creazione di un nuovo strumento, oggi noto come planetario, anche se a causa della prima guerra mondiale il suo sviluppo fu interrotto. Il primo planetario vide la luce nel 1923 ad opera dell'azienda di Carl Zeiss.
Morì a Heidelberg nel 1932.

## Premi e onorificenze
Wolf vinse la medaglia d'Oro della Royal Astronomical Society nel 1914 e la Medaglia Bruce nel 1930.
Il cratere Wolf sulla Luna è stato battezzato così in suo onore, così come l'asteroide 827 Wolfiana.